# 도코로자와시
도코로자와시(일본어: 所沢市)는 일본 사이타마현 남부에 있는 시이다. 무사시노 대지의 중앙부이며, 도쿄 도심에서 서쪽으로 약 30km 떨어져 있다. 도코로자와는 도쿄 도시권의 일부로 여겨지고 도심과의 근접성과 저렴한 주거 비용으로 인기 있는 베드타운이다.

## 지리
사야마호의 대부분이 도시 경계 내에 있고 다마호가 남부와 서부에 걸쳐 있다. 오늘날 도시는 지역에서 재배되는 사야마 녹차를 위한 농업 시장이다. 다른 농산품으로 시금치, 당근, 고구마, 우엉, 배, 포도 등이 있다.
도코로자와역 서쪽 출구 주변 지역에는 몇 개의 백화점이 있는 쇼핑가가 있다.

### 인접한 자치체
- 사이타마현
  - 가와고에시
  - 니자시
  - 사야마시
  - 이루마군
    - 미요시정

  - 이루마시
- 도쿄도
  - 기요세시
  - 니시타마군
    - 미즈호정

  - 무사시무라야마시
  - 히가시무라야마시
  - 히가시야마토시

## 인구
| 연도 | 인구    | ±%      |
| ---- | ------- | ------- |
| 1920 | 33,723  | —       |
| 1930 | 39,103  | +16.0%  |
| 1940 | 41,874  | +7.1%   |
| 1950 | 52,188  | +24.6%  |
| 1960 | 65,903  | +26.3%  |
| 1970 | 136,611 | +107.3% |
| 1980 | 236,476 | +73.1%  |
| 1990 | 303,040 | +28.1%  |
| 2000 | 330,100 | +8.9%   |
| 2010 | 341,924 | +3.6%   |
| 2020 | 342,464 | +0.2%   |

## 역사
가마쿠라 시대에 이 지역은 궁극적으로 가마쿠라 막부를 종결시킨 겐코의 난 때 1333년 5월에 연이어 전투가 벌어진 곳이었다. 고테사시 전투(1333년)와 구메가야 전투가 이에 포함된다.
에도 시대에 이 지역의 주요 산업은 비단 생산이었다. 1943년에 5개 촌이 합쳐져 도코로자와정이 되었고, 1950년에 시로 승격하여 도코로자와시가 되었다. 2002년에 특례시로 지정되었다.

## 교통

### 도로
- 간에쓰 자동차도
- 국도 463호선

### 철도
- 동일본 여객철도
  - 무사시노선
    - 히가시토코로자와역
- 세이부 철도
  - 이케부쿠로선
    - 도코로자와역 - 니시토코로자와역 - 고테사시역 - 사야마가오카역

  - 신주쿠선
    - 도코로자와역 - 고쿠코엔역 - 신토코로자와역

  - 사야마선
    - 니시토코로자와역 - 시모야마구치역 - 세이부큐조마에역

  - 야마구치선
    - 세이부큐조마에역 - 유엔치니시역

## 기후
| 도코로자와시의 기후                                          | 도코로자와시의 기후 | 도코로자와시의 기후 | 도코로자와시의 기후 | 도코로자와시의 기후 | 도코로자와시의 기후 | 도코로자와시의 기후 | 도코로자와시의 기후 | 도코로자와시의 기후 | 도코로자와시의 기후 | 도코로자와시의 기후 | 도코로자와시의 기후 | 도코로자와시의 기후 | 도코로자와시의 기후 |
| 월                                                           | 1월                 | 2월                 | 3월                 | 4월                 | 5월                 | 6월                 | 7월                 | 8월                 | 9월                 | 10월                | 11월                | 12월                | 연간                |
| ------------------------------------------------------------ | ------------------- | ------------------- | ------------------- | ------------------- | ------------------- | ------------------- | ------------------- | ------------------- | ------------------- | ------------------- | ------------------- | ------------------- | ------------------- |
| 역대 최고 기온 °C (°F)                                       | 19.0 (66.2)         | 23.3 (73.9)         | 26.2 (79.2)         | 32.0 (89.6)         | 33.8 (92.8)         | 36.5 (97.7)         | 39.8 (103.6)        | 38.7 (101.7)        | 37.4 (99.3)         | 32.3 (90.1)         | 26.0 (78.8)         | 25.7 (78.3)         | 39.6 (103.3)        |
| 일평균 최고 기온 °C (°F)                                     | 9.1 (48.4)          | 10.0 (50.0)         | 13.3 (55.9)         | 18.7 (65.7)         | 23.2 (73.8)         | 25.8 (78.4)         | 29.8 (85.6)         | 31.3 (88.3)         | 27.0 (80.6)         | 21.4 (70.5)         | 16.2 (61.2)         | 11.5 (52.7)         | 19.8 (67.6)         |
| 일일 평균 기온 °C (°F)                                       | 3.7 (38.7)          | 4.5 (40.1)          | 7.8 (46.0)          | 13.1 (55.6)         | 17.8 (64.0)         | 21.2 (70.2)         | 25.0 (77.0)         | 26.2 (79.2)         | 22.4 (72.3)         | 16.8 (62.2)         | 11.1 (52.0)         | 6.2 (43.2)          | 14.7 (58.4)         |
| 일평균 최저 기온 °C (°F)                                     | −0.6 (30.9)         | −0.2 (31.6)         | 2.9 (37.2)          | 7.9 (46.2)          | 13.2 (55.8)         | 17.5 (63.5)         | 21.5 (70.7)         | 22.6 (72.7)         | 19.0 (66.2)         | 13.3 (55.9)         | 7.2 (45.0)          | 1.9 (35.4)          | 10.5 (50.9)         |
| 역대 최저 기온 °C (°F)                                       | −7.8 (18.0)         | −6.6 (20.1)         | −5.2 (22.6)         | −2.1 (28.2)         | 4.8 (40.6)          | 10.7 (51.3)         | 13.6 (56.5)         | 16.3 (61.3)         | 9.3 (48.7)          | 4.5 (40.1)          | −0.8 (30.6)         | −4.3 (24.3)         | −7.8 (18.0)         |
| 평균 강수량 mm (인치)                                        | 50.9 (2.00)         | 47.0 (1.85)         | 98.3 (3.87)         | 110.1 (4.33)        | 125.8 (4.95)        | 166.7 (6.56)        | 172.4 (6.79)        | 190.4 (7.50)        | 233.2 (9.18)        | 212.6 (8.37)        | 75.0 (2.95)         | 47.3 (1.86)         | 1,529.5 (60.22)     |
| 평균 강수일수 (≥ 1.0 mm)                                     | 4.0                 | 5.2                 | 9.0                 | 9.0                 | 10.2                | 12.4                | 12.2                | 10.0                | 12.0                | 10.4                | 7.0                 | 4.9                 | 106.3               |
| 평균 월간 일조시간                                           | 202.8               | 184.2               | 179.1               | 183.8               | 182.1               | 120.8               | 148.2               | 177.3               | 132.4               | 134.4               | 161.7               | 183.9               | 1,985.8             |
| 출처: 일본 기상청 (평년값: 1991년~2020년, 극값: 1977년~현재) |                     |                     |                     |                     |                     |                     |                     |                     |                     |                     |                     |                     |                     |

## 시설·건축물
- 세이부 돔(사이타마 세이부 라이온스 연고지)

## 자매 도시
- 미국 일리노이주 데케이터(1966년 5월 6일)
- 중국 장쑤성 창저우시(1992년 4월 20일)
- 대한민국 경기도 안양시(1998년 4월 17일)

## 주요 인물
- 오카이 치사토(岡井 千聖)
- 이치야나기 아야코(一柳亜矢子): NHK 아나운서

## 픽션

### 만화·애니메이션
- 세토의 신부
- 이웃집 토토로
- 소드아트온라인